# Teatro del Picadero
El Teatro del Picadero (también conocido como El Picadero a secas), fue un teatro de la ciudad de Buenos Aires que surgió a comienzos de la década de 1980 y fue conocido por ser la sede de Teatro Abierto, un ciclo que se enfrentó a la dictadura militar que gobernaba en aquella época y que en venganza lo destruyó con un atentado en 1981.
Después de diversos usos y permanecer abandonado durante largo tiempo, fue reabierto como teatro con el nombre de "El Picadero", en 2012.
Se encuentra ubicado en el pasaje Santos Discépolo, n° 1857

## Historia

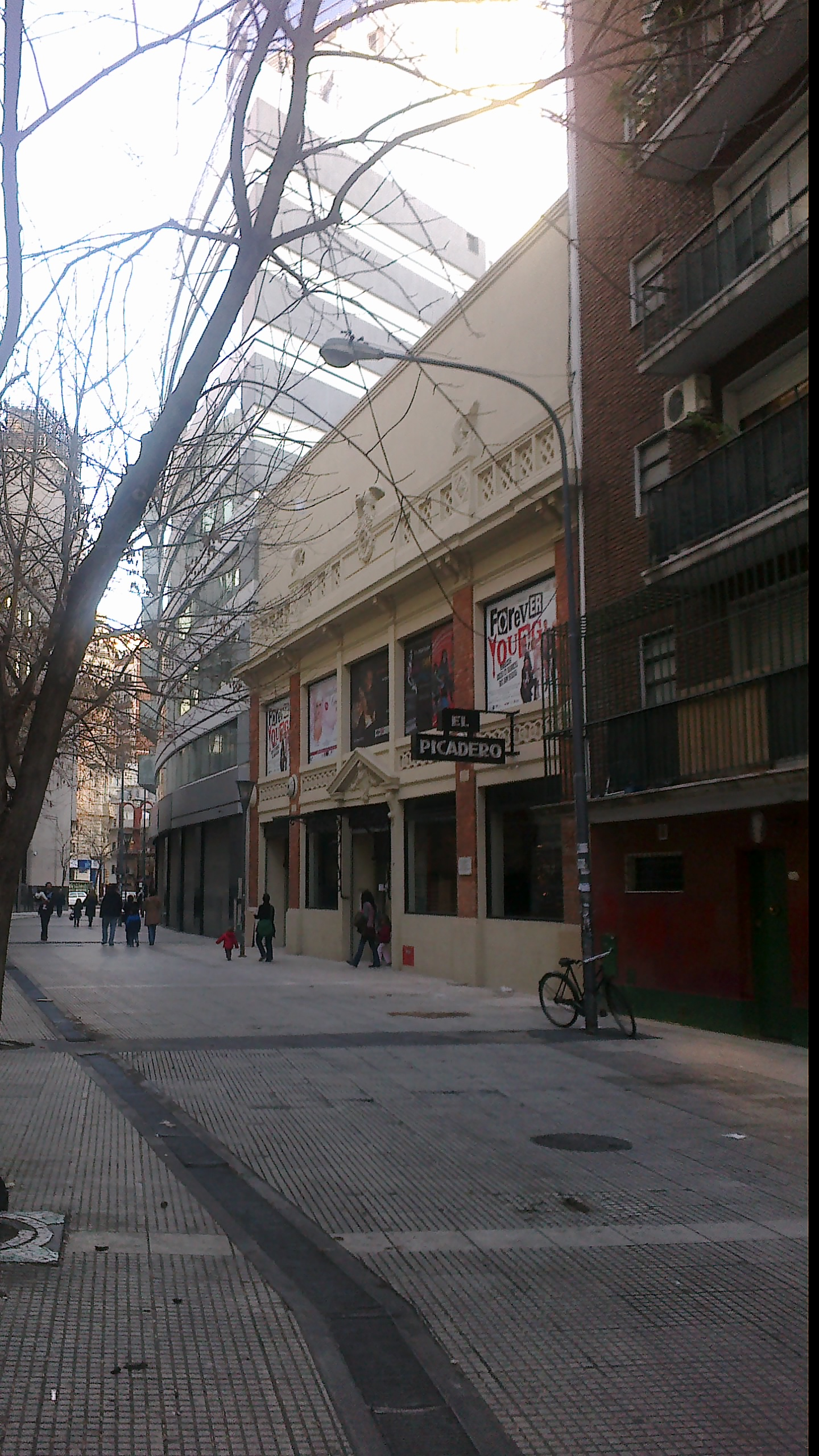
El teatro en 2012

El establecimiento fue inaugurado el 21 de julio de 1980, por iniciativa del director Antonio Mónaco y la joven actriz Guadalupe Noble, que querían fundar un espacio de teatro independiente que se alejara de los cánones del teatro convencional. Pero su salto a la fama ocurrió al año siguiente, cuando un grupo de dramaturgos, directores, escenógrafos, técnicos de la escena y actores, reunidos bajo iniciativa del fallecido dramaturgo Osvaldo Dragún quisieron demostrar en plena dictadura que, pese a los intentos por acallarlo, el teatro argentino todavía existía. Así crearon 21 obras breves de autores nacionales o nacionalizados que ofrecían cada tarde a las 18, antes de los espectáculos que conformaban la programación habitual del teatro.
La reacción de la dictadura fue rápida, y en la madrugada del 6 de agosto, hubo un atentado con bombas incendiarias que rápidamente provocaron el fuego y la destrucción casi total del teatro. Solo se salvaron la fachada –hoy casi intacta– y un viejo vestuario. Teatro Abierto tuvo que mudarse al Tabarís. Mientras tanto, El Picadero quedó cerrado luego del atentado.
En 1985, el productor Lázaro Droznes alquiló la sala para transformarla en un estudio de filmación, donde se grabaron programas como El galpón de la memoria, Caloi en su tinta y Los siete locos. Droznes compró el edificio en 1991, y recién diez años después, junto con el director teatral Hugo Midón, realizaron una inversión de 200.000 dólares y reabrieron el Teatro del Picadero el 16 de julio de 2001. Pero el emprendimiento duró muy poco tiempo, ya que una crisis económica y política estalló en la Argentina, y el nuevo Picadero cerró rápidamente en ese contexto.
En 2007, el terreno vecino fue comprado por una constructora para levantar el edificio D'Buenos Aires Live and Work, y como parte del emprendimiento, comenzó la demolición interior del viejo teatro. Frente a la oposición de varias asociaciones por el patrimonio arquitectónico como Basta de Demoler y la Subsecretaria de Patrimonio del Ministerio De Cultura del GCBA, a cargo de la profesora Josefina Delgado, la destrucción fue detenida. Así Ernesto Lerner, el inversor del proyecto edilicio, se comprometió a reconstruir y reabrir el teatro. Y empezó a hacerlo con el asesoramiento del escenógrafo Héctor Calmet, al mismo tiempo que avanzaba la obra de la torre lindera. Pero finalmente, decidió vender el Picadero, que pasó a manos del productor teatral Sebastián Blutrach en junio de 2011.
Aunque su inauguración estaba pensada para ese mismo año, se demoró y finalmente fue anunciada para el martes 29 de mayo de 2012, con la obra Forever Young de origen noruego, reabriéndose finalmente el día 23 de mayo. El problema del Picadero es que su capacidad reducida de menos de 300 espectadores lo transforma en una inversión poco rentable para capitales privados, por eso Blutrach consiguió un acuerdo con el GCBA para trasladar parte de la programación del Teatro San Martín a su establecimiento.

## Arquitectura
El edificio fue diseñado en 1926 por el arquitecto italiano Benjamín Pedrotti, para la fábrica alemana de bujías Bosch, que había pasado a manos norteamericanas luego de la Primera Guerra Mundial, tomando el nombre de American Bosch. El representante argentino de la firma era Don Armido Bonelli, quien encargó el diseño a Pedrotti. La obra estuvo a cargo del constructor A. Carte, y ostentó el logo de la American Bosch en las molduras de su fachada: la caricatura de un aviador de la Primera Guerra.
La fachada original, lo único que se conservó del incendio de 1981, ostenta un estilo industrial muy ecléctico, que hace difícil su encuadre en una corriente particular. El uso del ladrillo a la vista es típico de la arquitectura industrial inglesa, pero también tiene raíces en la del Renacimiento italiano, más asociable con el origen del arquitecto Pedrotti. Las molduras, cornisas, balaustradas y el frontis sobre la entrada principal, son elementos de raíces italianas. Así, se da una fusión particular de elementos y ornamentos que vuelven muy particular a la arquitectura de El Picadero.
En el interior, realizado totalmente a nuevo por el arquitecto Gustavo Keller y el consultor técnico Marcelo Cuervo, la sala cuenta con 260 butacas y un pullman con 32 más. En el hall principal, funcionan una barra y un bar.